# Sami Rintala
Pour les articles homonymes, voir Rintala.
Sami Rintala, né en 1969, est un architecte et un artiste finlandais. Il étudie l'architecture à l'université technologique d'Helsinki, où il termine ses études en 1999. Le travail de Rintala est basé sur la narration et le conceptualisme. L'œuvre qui en résulte est une interprétation stratifiée des ressources physiques, mentales et poétiques du site.
En 2007, Rintala s'associe à l'architecte islandais Dagur Eggertsson pour fonder l'agence Rintala Eggertsson Architects.
En 2009, le Global Award for Sustainable Architecture récompense l’importance de leur contribution à la pédagogie de l’architecture du développement durable, marquée par leur pratique internationale des student building workshops.

### Source de la traduction
- (en) Cet article est partiellement ou en totalité issu de l’article de Wikipédia en anglais intitulé « Sami Rintala » (voir la liste des auteurs).